# アカメカモメ
アカメカモメ（赤目鷗、Creagrus furcatus）は、赤道付近に分布する海鳥の1種で、カモメ科に分類される。本種はアカメカモメ属 Creagrus 唯一の種であり、唯一の夜行性のカモメでもある。世界で最も美しいカモメともされる。別名エンビカモメ。
本種は、フランスの博物学者で外科医である Adolphe-Simon Neboux により1846年に記載された。記載された当初はカモメ属 Larus に分類されていた。現在の属名はラテン語の Creagra とギリシア語の kreourgos （ともに肉屋を意味する）、および食肉を意味するギリシア語の kreas に由来するが、Jobling によるとこの属名は「食肉を吊るすためのフック」のことであると考えられ、本種が鉤状のくちばしを持つことを指しているという。種小名の furcatus は、「2本歯のフォーク」を意味するラテン語の furca に由来する。

## 形態
全長57cm (55-60cm) 、翼開長131cm (124-139cm) 。体の形態や羽毛に性差はないが、雄のほうが平均として大きい。胸の上部は灰色みを帯び、襟羽は灰色で、翼端は黒い。くちばしは大部分が黒色だが、先端は対照的に白い。繁殖期の成鳥は頭部の羽毛が黒くなり、両眼は赤い肉質の環で縁取られる。非繁殖期には頭部は白く、眼の縁取りは黒くなる。

## 分布
アカメカモメはガラパゴス諸島に繁殖するほぼ固有の鳥であり、主な繁殖地はエスパニョラ島（英: フッド島）、ヘノベサ島（英: タワー島）、ウォルフ島（英: ウェンマン島）の岩礁海岸や絶壁だが、それ以外の島々でも少数が繁殖する。とくに海水温の高い東の島々に多い。少数のつがいがコロンビアの沖合のマルペロ島に営巣する。非繁殖期には完全に遠洋にいて、外洋上で飛翔して捕食し、エクアドルやペルーの沿岸へと東に渡る。

## 行動と生態

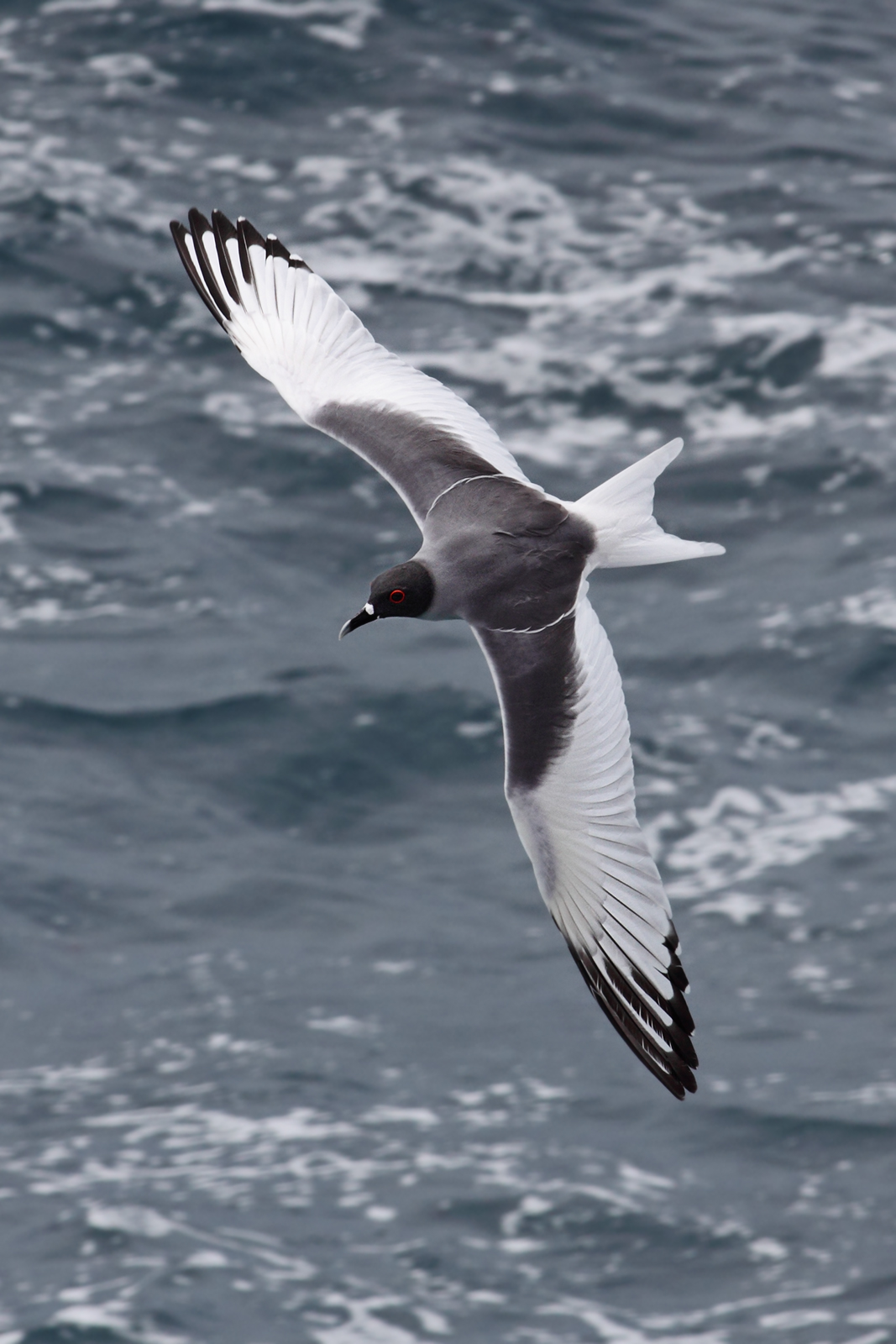
飛翔時、上面

### 食性
アカメカモメは、カモメ類のなかで唯一夜間にのみ採餌する。夕暮れになると、大きな鳴き声をあげ、ディスプレイをしながら集団でコロニーを離れる。主な餌は、夜になるとプランクトンを食べるために海面近くまで浮上する魚やイカである。イカの発光や、魚の動きに反応してプランクトンが発する蛍光をたよりに餌を捕ると考えられている。また、夜間に採餌することで、グンカンドリによる略奪を避ける利益があるとされる。

### 鳴き声
鳴き声やディスプレイは他のカモメ類とはかなり異なり、ミツユビカモメやクビワカモメの発する声に最も似る。最も大きく、かつ最も一般に聞かれる鳴き声は、「ガラガラ声とホイッスル」と呼ばれる警戒音であり、頭を左右に動かし喉を鳴らして鳴き声をあげる。この鳴き声は伝播し、警戒の対象となった物を見ていない他の個体も加わる。大声で速い kweek, kweek, kweek という声は、頭と頸を地面へと前方に曲げてなされる配偶者間の挨拶の鳴き声である。

### 繁殖

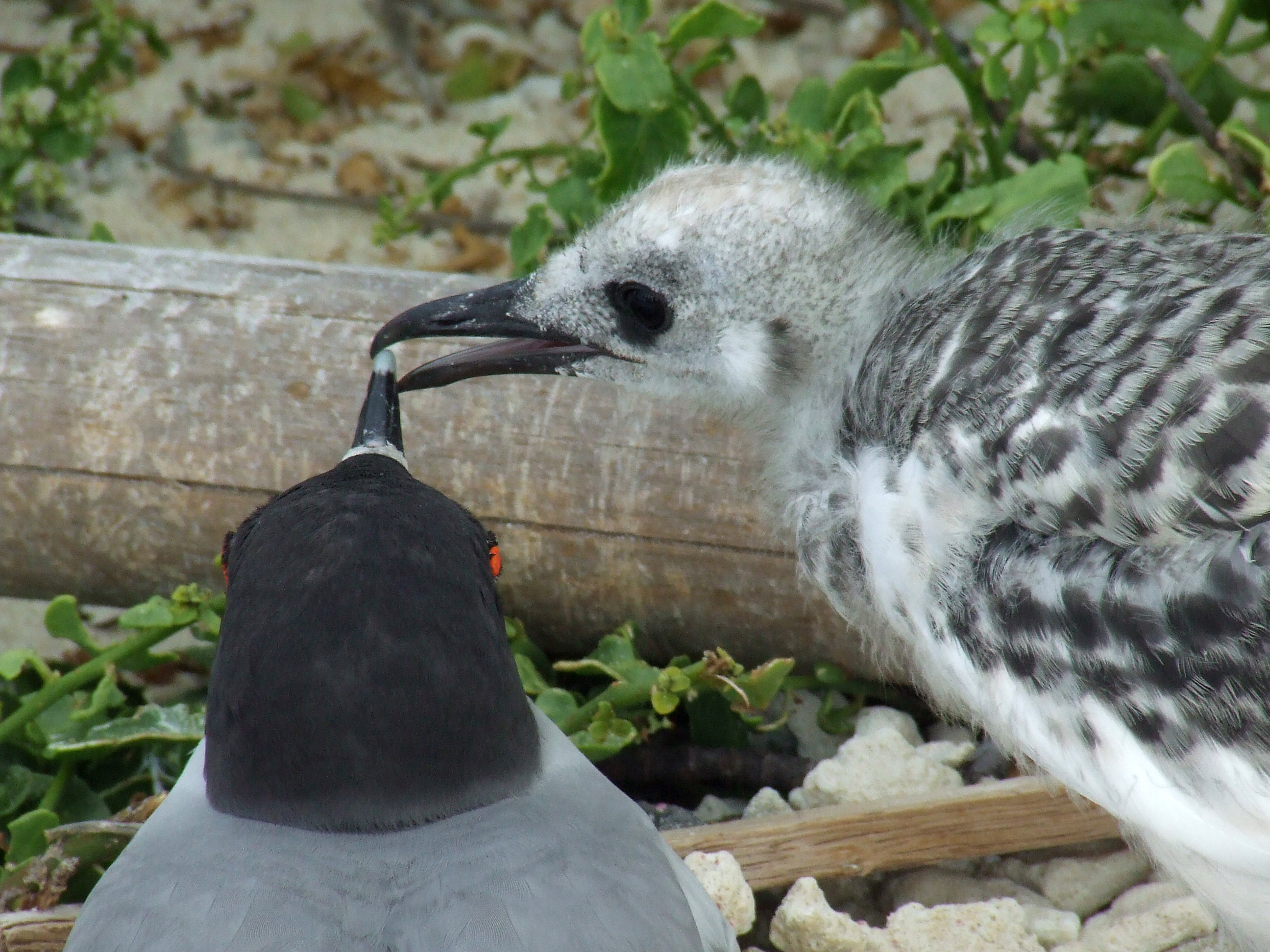
親鳥による雛への給餌

アカメカモメは、およそ 5 歳より繁殖し、つがい相手は毎年同じであることが多い。大半の個体は一年中、ガラパゴス諸島の断崖や、時には平地でコロニーを作っては繁殖し、雛のための餌はそのコロニー周辺の海で集められる。巣はふつう海抜10m未満の、岩肌の小さな壇にあり、卵が転がるのを防ぐため、岩肌を溶岩の小片やサンゴの骨格、ウニの棘で覆って作られる。営巣中の鳥は断崖側を向いていることが多いが、これはミツユビカモメなど、もっぱら断崖に営巣するカモメ類共通の習性である。
卵には斑点があり、雌は1回の繁殖でふつう1個の卵を産む。繁殖は同調せず、年間を通じて9か月周期で産卵するが、卵や雛がうまく育たなかった場合にはより短い周期になる。卵は通常31–34日で孵化する。雛はおよそ60–70日後に初めて飛べるようになり、おそらく成鳥とともに陸地を離れて外洋上で暮すようになるまでの約90日は、成鳥によって給餌される。

## 保全状況

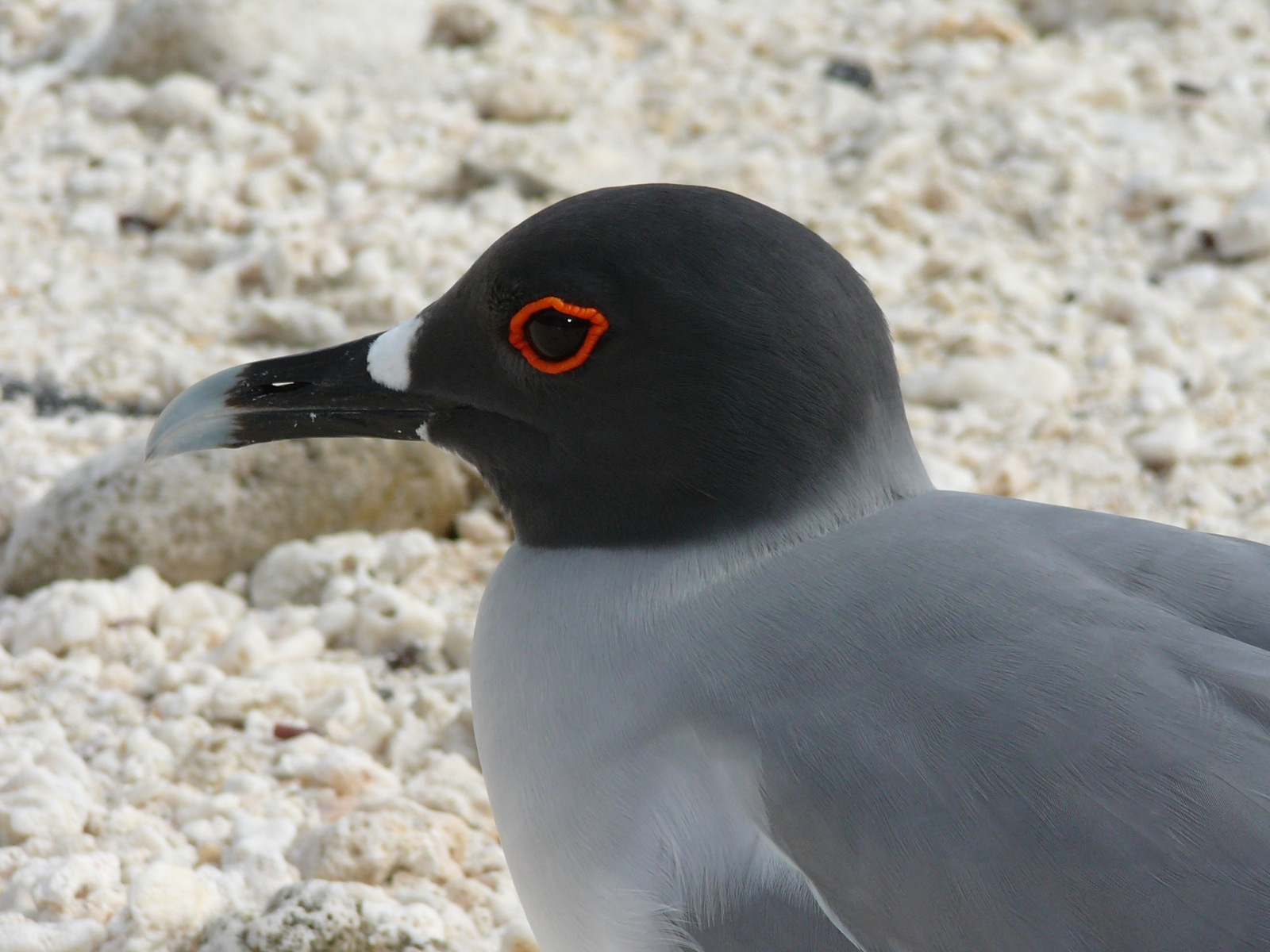
ガラパゴス諸島の成鳥。羽毛と目の周りの赤いリングは繁殖期を示す。

個体群の動向は推定されていないが、絶滅の危機にあるとは考えられていない。その個体数は、2004年の最後の調査時において、約35,000羽と推定された。

## 生理学

### 暗視
夜間に餌を探すために、アカメカモメの眼はカモメ類のなかで最も大きく発達している。さらに、その眼の裏側には輝板を備えており、これが網膜を通る光を反射することで、光受容細胞が受ける光量を増加させている。

### メラトニン
一般的に、血液中のメラトニン濃度が高くなると鳥類は眠くなる。アカメカモメを用いた研究では、1日の間の血中メラトニン濃度の周期的変動は検出されなかった。一方、同じ研究で比較対象として調査されたユリカモメ（この種は昼間に採餌する）では、昼行性の鳥類で予測される通り、夜間にメラトニン濃度が高くなった。このようなメラトニン濃度の特性が、アカメカモメを夜行性にする原因なのか、それとも夜間に活動する結果としてメラトニン濃度が変化しているのかはまだ不明である。

## 画像

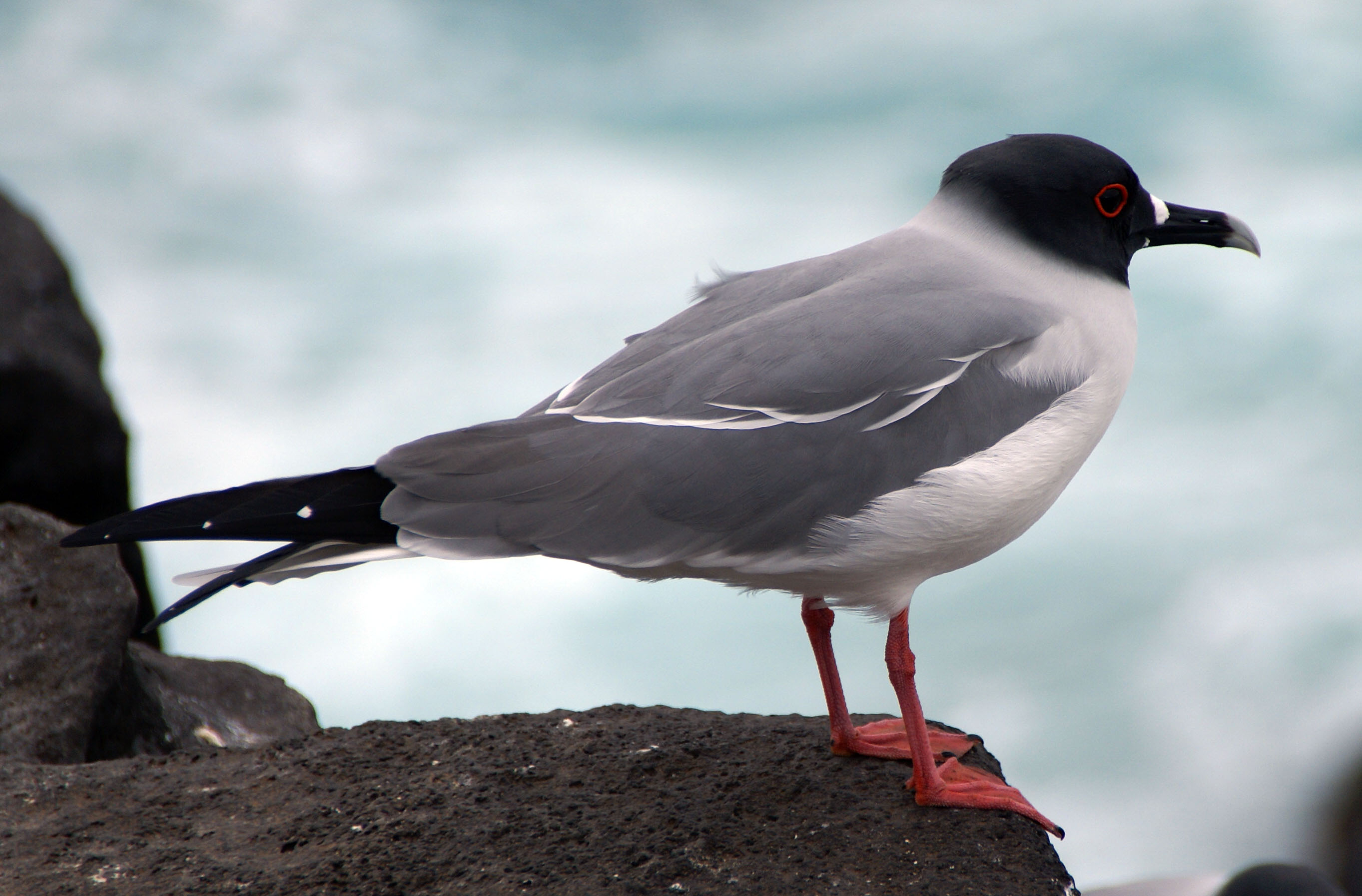
ガラパゴス諸島の岩地
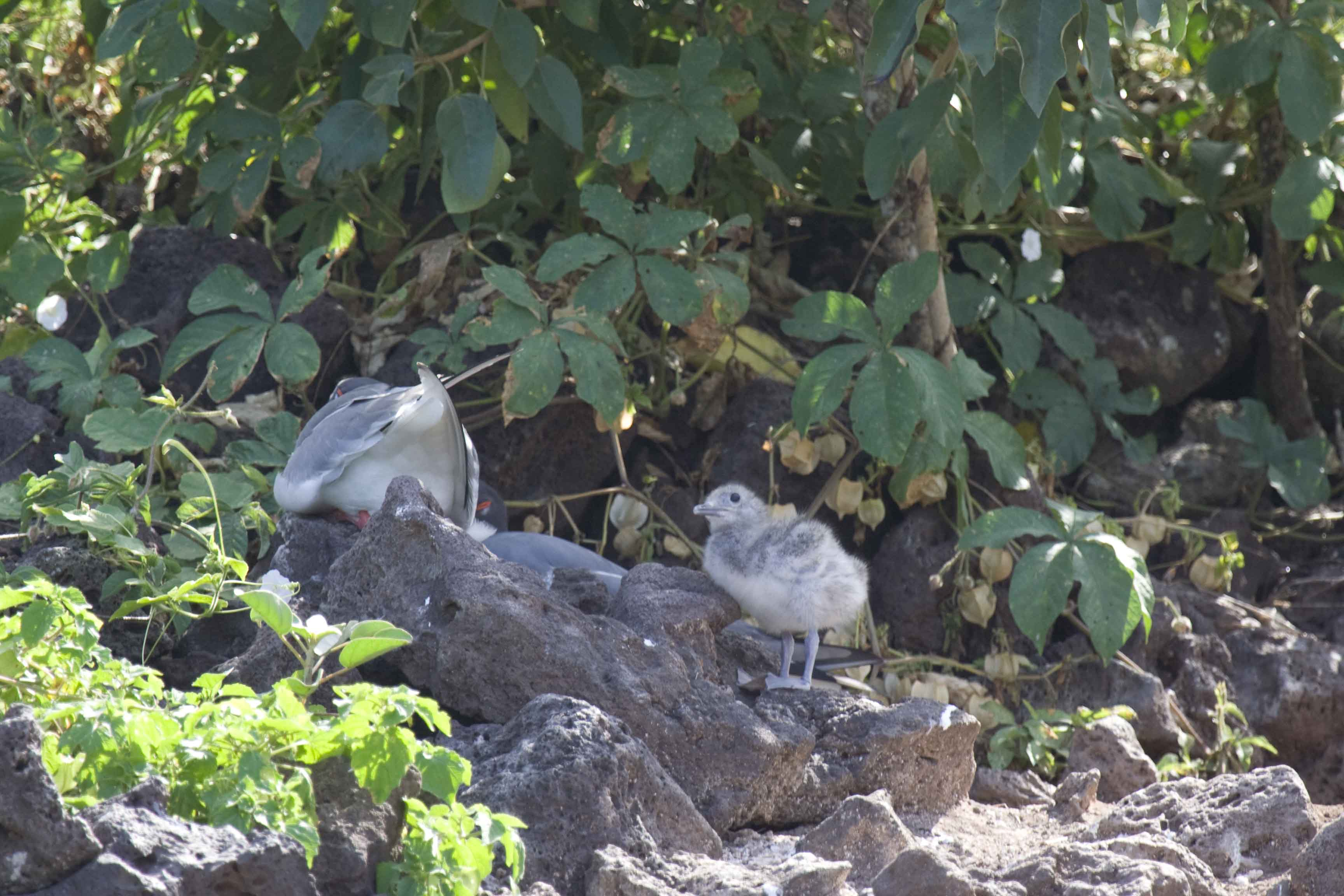
雛（ひな）